# Osiedle Legionowe w Krakowie
Osiedle Legionowe – osiedle mieszkaniowe w Krakowie, w dzielnicy VIII Dębniki, w obrębie dzisiejszych ulic Biała Droga (w okresie budowy ul. Szwedzka Boczna), Szwedzkiej, Tynieckiej, Czechosłowackiej i Praskiej (w okresie budowy zwanej Czarodziejską).
Powstało w latach 30. i 40. XX wieku z inicjatywy spółdzielni mieszkaniowej legionistów założonej w 1930. Plan wzorcowego budynku na potrzeby osiedla wykonał w 1935 Edward Kreisler – architekci poszczególnych budynków musieli się do tego szablonu dostosować. Teren pod budowę osiedla na Dębnikach przyznano spółdzielni w 1937. W kolejnym roku powstały drogi i wodociągi na terenie osiedla. Do wybuchu wojny w 1939 powstało 17 domów, a kolejne 4 były w trakcie budowy. Większość z nich to jednopiętrowe domy w stylu funkcjonalistycznym. Charakter osiedla zmieniła zabudowa powojenna oraz przebudowa niektórych budynków.
Do najciekawszych budynków na osiedlu należą:
- willa przy ul. Biała Droga 5, 1938-40, arch. Edward Litwin,
- willa przy ul. Szwedzkiej 13, 1938-40, arch. Zygmunt Słaby,
- willa przy ul. Tynieckiej 12, 1938-42, arch. Jan Sierdziński.
- willa majora Adama Królikiewicza przy ul. Praskiej 6, 1939, arch. Edward Skawiński,